# Neel Doff

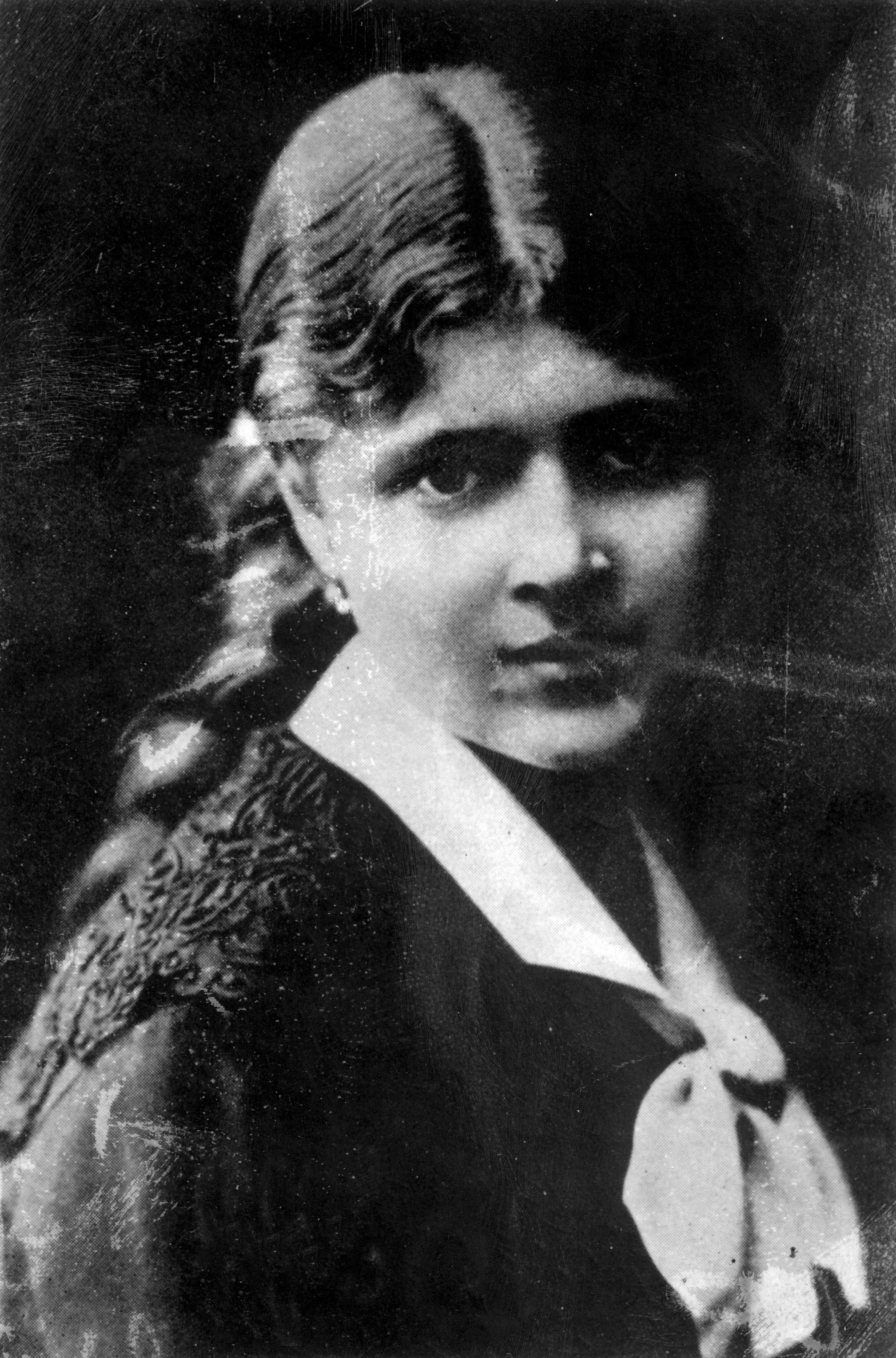
Neel Doff

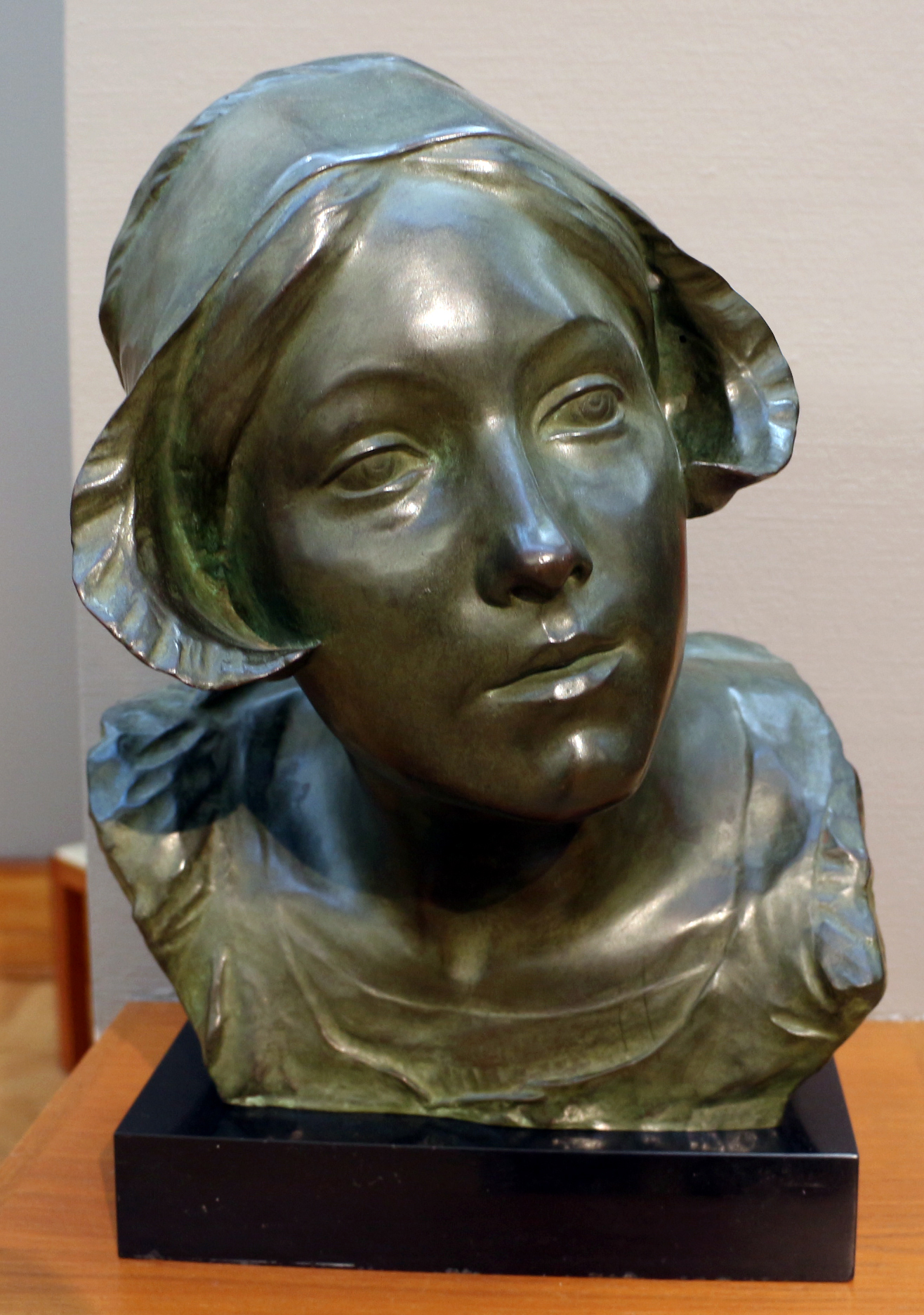
Büste von Charles Samuel. Siehe auch Jonge meisje van Volendam (Neel Doff) von Paul de Vigne im Museum voor Schone Kunsten Gent (MSK)

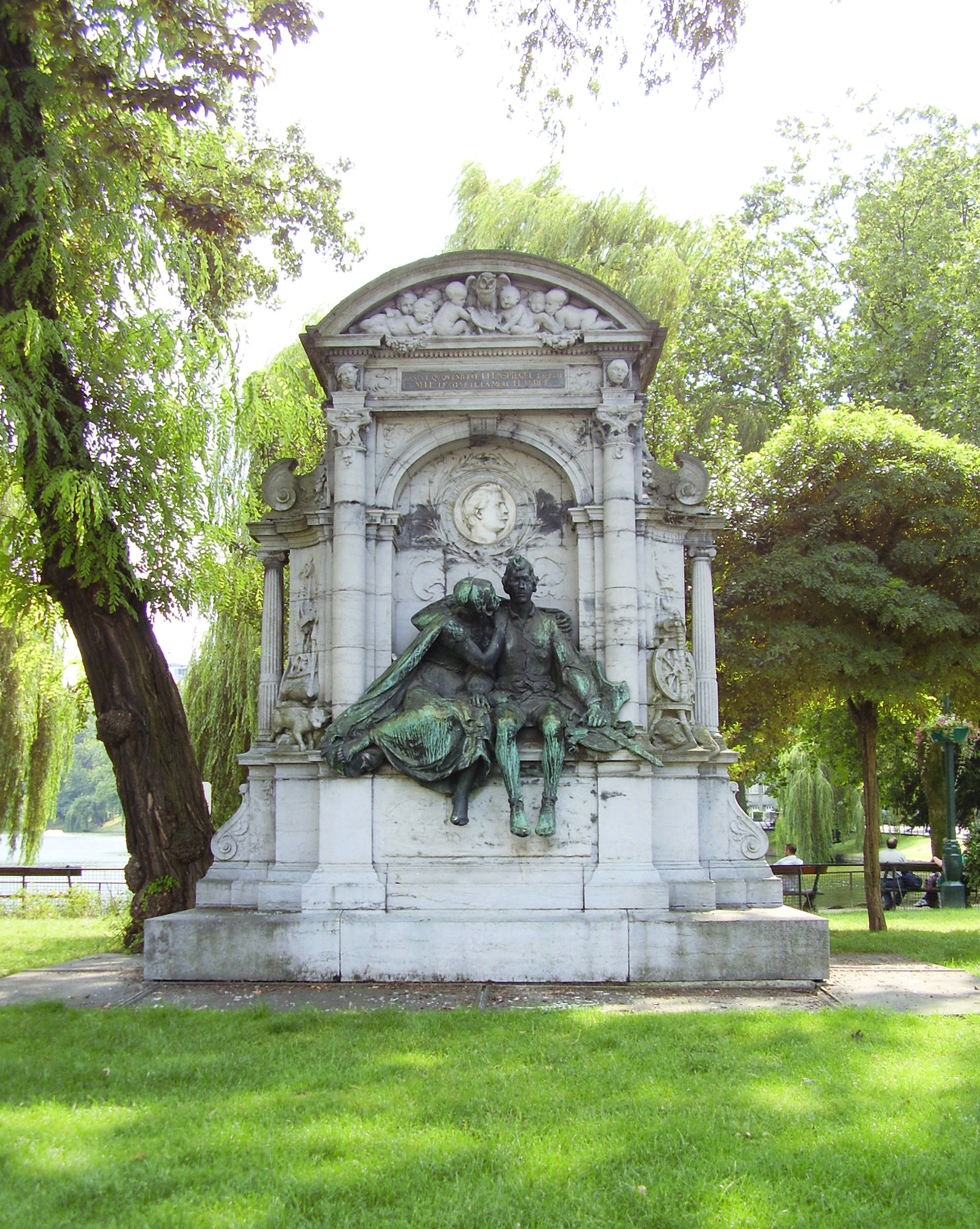
Est - ce qu'on enterre Ulenspiegel, l'esprit, Nele, le coeur de la mère Flandre ?

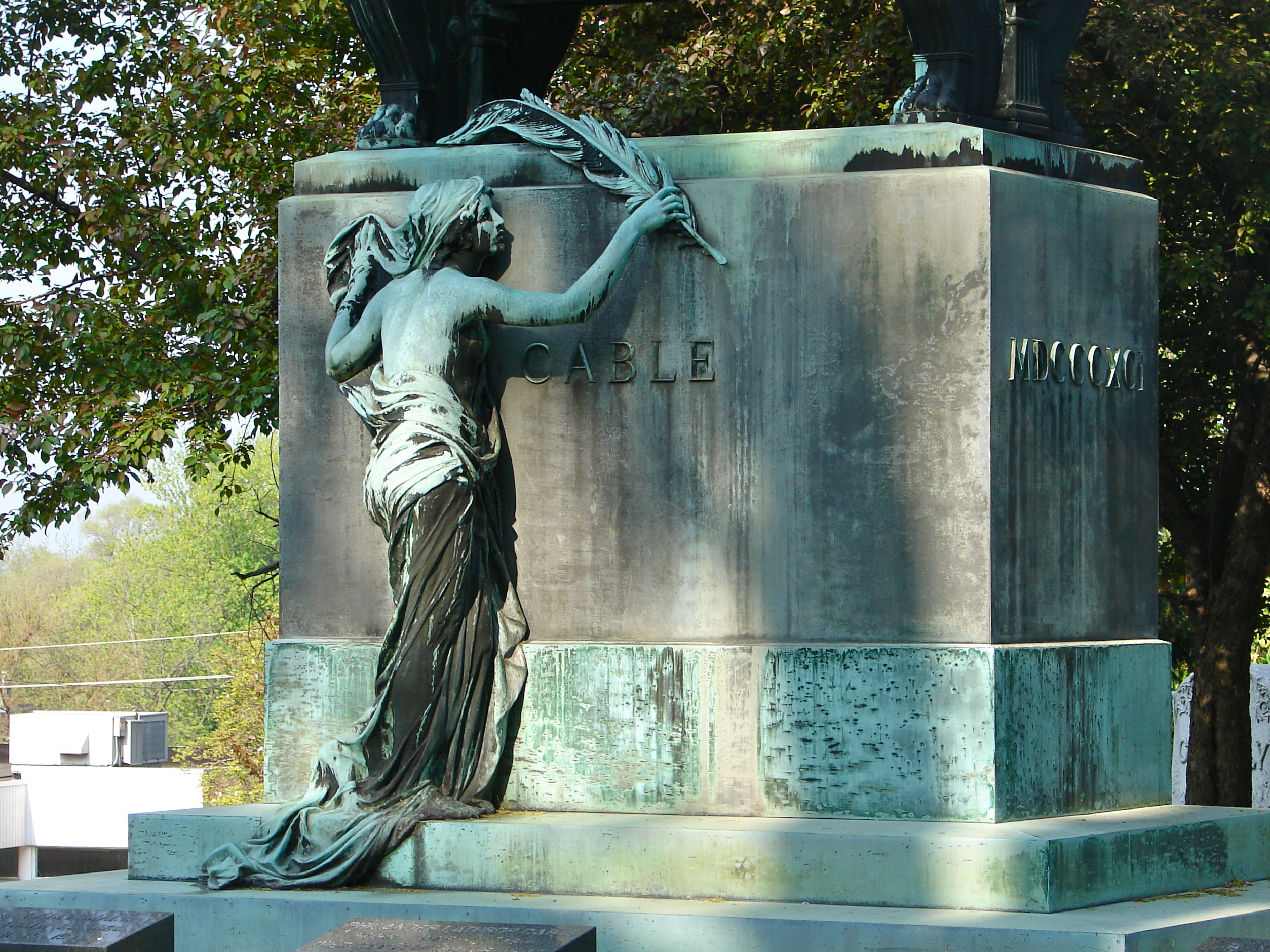
Cable Monument, Chippiannock Cemetery, Rock Island (Illinois)

Neel Doff, eigentlich Cornelia Hubertina Doff (* 27. Januar 1858 in Buggenum; † 14. Juli 1942 in Ixelles) war eine niederländische Autorin der Arbeiterliteratur. Sie verfasste ihre Werke in französischer Sprache.

## Biografie
Neel Doff wurde als drittes von neun Geschwistern in extremer Armut geboren. Die Familie zog mehrfach um und lebte in Amsterdam, Antwerpen und Brüssel. Um den desolaten sozialen Verhältnissen zu entkommen, begann Neel Doff belgischen Malern (James Ensor, Félicien Rops) und Bildhauern (Charles Samuel, Paul de Vigne) Modell zu stehen.
Mit ihr als Modell schuf Samuel das Charles de Coster-Denkmal am Platz Flagey Ixelles und Paul de Vigne das kleine holländische Mädchen, heute im Brussels Koninklijk Museum voor Schone Kunsten sowie mit hoher Wahrscheinlichkeit das Cable Monument.
In den Künstlerkreisen lernte Doff Fernand Brouez (1860–1900) kennen, den sie schließlich heiratete. Der Sohn des vermögenden Jules Brouez war Herausgeber der französischsprachigen sozialistischen Zeitschrift La Société Nouvelle. Als Witwe Brouez heiratete sie Georges Serigiers, bekannter Anwalt aus einer Antwerpener Familie, die mit den Brouez’ befreundet war. Nach dessen Tod wurde Henry Poulaille ihr Herausgeber; dieser rühmt sie als „bedeutender als Colette“.
Im Dezember 1929 schrieb Thibaud-Gersen in Le Courier Littéraire: „Wann erhält die schlichte und geniale Neel Doff den Nobelpreis?“, was zu Spekulationen über die Verleihung an sie im Jahr 1930 führte. Wegen ihres Beitrags zur französischen Literatur wurde sie in Belgien 1930 zum Offizier des Ordre de la Couronne ernannt.
Neel Doff starb an Nierenversagen in ihrem Haus Rue de Naples 16 in Ixelles. Die  Autorenrechte hinterließ sie ihrer jüdischen Freundin Helen Temersen, die diese Anfang der 1970er-Jahre an den J. M. Meulenhoff-Verlag verkaufte. Ihr Haus in Ixelles erbten die Kinder des Autors und Bibliothekars Franz Hellens, der dort lebte und arbeitete. Teile ihres Besitzes erhielten verschiedene Personen, anderes verschwand einfach, darunter ein James Ensor.

## Werk
Jahre nach ihrer Heirat mit Georges Serigiers erinnerte sie sich beim Anblick der Kinder Antwerpens vor ihrem  Fenster an die schmerzvollen Momente ihrer Kindheit und publizierte sie in Tage des Hungers und Elends. In bildhaften Geschichten erzählt sie darin die Geschichte des jungen Mädchens Keetje Oldema das wegen seiner hoffnungslosen Lage Hohn und Demütigungen ausgesetzt ist. Ihre Mutter akzeptiert, dass sie sich, wie zuvor ihre Schwester, prostituiert um die jüngeren Geschwister zu ernähren. 1911 für den Prix Goncourt vorgeschlagen, verteidigt Laurent Tailhade ihr Buch, doch fehlte ihr eine Stimme für die Zuerkennung des Preises. Ihr selbst war die Nominierung allerdings unwichtig. Mit Keetje und Keetje Trottin beendete sie ihre autobiografische Trilogie. 
Teile ihrer Geschichten finden sich auch in anderen Publikationen wieder. 1907 zogen die Serigiers in ein komfortables Haus in Genk. Inspiriert von den Einwohnern und besonders einer Familie schrieb sie zahlreiche Kurzgeschichten in Magazinen und Journalen. Sie lebte als „Grande Dame“ in einem ausgesuchten sozialen Umfeld. Sie übersetzte ebenfalls Werke aus dem Niederländischen ins Französische.
Doffs Werk wurde häufig mit Émile Zola verglichen. Dazu sagte sie selbst: „Er schrieb darüber, ich lebte es.“ Als „Dostojewski des Nordens“ bezeichnet, hat ihre Figur der Keetje Parallelen zur Sonja in Schuld und Sühne. 
Ihr ungekünstelter Stil und die soziale Thematik der Werke wurde nicht von allen verstanden und geschätzt. Émile Verhaeren meinte zu ,Tage des Hungers und Elends‘, das Buch müsse erst noch „galvanisiert“ – d. h. mit einer Schmuckschicht überzogen – werden.

## Werke
- Jours de Famine et de Détresse. (Tage des Hungers und Elends). Auflagen in Brüssel und Paris
  - holländisch: Dagen van Honger en Ellende. 1915, 1970.
  - portugiesisch: Dias de Fome e de Angùstia. Üs. Amélia Pato. Ediçào Liber, Lissabon 1975.
  - russisch: 1925, 1926.
  - deutsch: Keetje Tippel.Nautilus/Nemo Pr. Hamburg 1982.
- Contes Farouches. (Bittere Geschichten) Ollendorf, Paris 1913.
- Keetje. Mehrere Publikationen in Paris und Brüssel
- Keetje Trottin. (Keetje, die Botin) Je eine Publikation in Paris und Brüssel
- Angelinette. Crès, Paris 1923.
- Campine. Rieder, Paris 1926.
- Elva, suivi de Dans nos bruyères. Rieder, Paris 1929.
  - holländisch: Bittere Armoede in de Kempen. Meulenhoff, 1983
- Une Fourmi Ouvrière. (Die Arbeitsbiene) Au Sans Pareil, Paris 1935.
- Quitter Tout Cela! suivi de Au Jour le Jour. Ed. Entre Nous, Paris-Nemours 1937.
  - holländisch: Afscheid, gevolgd door Van Dag tot Dag. Amsterdam 1975.

Übersetzungen von Neel Doff aus dem Holländischen
- L’Enfant Jésus en Flandre. (Das Jesuskind in Flandern). (Felix Timmermans: Het Kindeke Jesus in Vlaanderen) Rieder, Paris 1925.
- La Maisonnette près du Fossé. (Das kleine Haus am Bach). (Carry van Bruggen: Het Huisje aan de Sloot.) Ed. Du Tambourin, Paris 1931.
- De Vieilles Gens. (Über alte Leute und vergangene Dinge ...). (Louis Couperus: Van oude menschen, de dingen, die voorbij gaan...) Verlorenes Manuskript, unveröffentlicht.

## Medien
- Keetje Tippel. (Deutsch: Das Mädchen Keetje Tippel). Film von Paul Verhoeven, 1975. enthält Teile der Trilogie
- Marianne Pierson-Pierard: Neel Doff par elle-même. Ed. Esseo, Brüssel 1964.
- Stefan Brijs: Villa Keetje Tippel.
- Ann-Mari Gunnesson: Les écrivains flamands et le champ littéraire en Belgique francophone. Doktorarbeit. Universität Göteborg. 2000.

| Personendaten    | Personendaten                              |
| ---------------- | ------------------------------------------ |
| NAME             | Doff, Neel                                 |
| ALTERNATIVNAMEN  | Doff, Cornelia Hubertina (wirklicher Name) |
| KURZBESCHREIBUNG | niederländische Schriftstellerin           |
| GEBURTSDATUM     | 27. Januar 1858                            |
| GEBURTSORT       | Buggenum                                   |
| STERBEDATUM      | 14. Juli 1942                              |
| STERBEORT        | Ixelles                                    |